# Alfonso Portugal
Alfonso Portugal (México, D.F., México; 21 de enero de 1934-12 de junio de 2016) fue un futbolista y entrenador mexicano. Se desempeñaba como volante en la década de los cincuenta y sesenta. Jugador de la selección mexicana en el Mundial de Suecia 1958, mundial que quedó en la historia del balompié mexicano, ya que la Selección Mexicana conseguía su primer punto en la historia de los mundiales al empatar a uno ante la Selección de Gales. Era conocido por el apodo del "Pescado".
Alfonso "Pescado" Portugal también militó en el Necaxa, en el Poza Rica de la Segunda División, América y en los Pumas de la UNAM. Su tipo de juego era ordenado, entregado, disciplinado y con mucho coraje; por ende, fue capitán en el América, campeón de Liga en la temporada 1965-1966 y campeón de Copa en 1963-1964 y 1964-65.
Portugal llegó al Club América en ese tiempo conocidos como los Cremas, cuando Emilio Azcárraga compró el equipo. Con él, arribaron jugadores de la talla de Zague, Moacyr Dos Santos, Ataulfo Sánchez, Ney Blanco de Oliveira, Urubalato, Arlindo, Antonio Alducín, Carlos Martell, Antonio "Güero" Jasso, Javier "Titino" Martínez y Víctor Mendoza, todos ellos dirigidos por Fernando Marcos.
Como entrenador dirigió a Cruz Azul, Atlético Español, Atlas, Tigres de la UANL y Ángeles de Puebla. También fue entrenador de varias selecciones juveniles, con bastante éxito que fueron un semillero porque muchos de ellos llegaron a jugar en la Primera División.
El domingo 21 de agosto de 2011 recibió un homenaje por parte del club América en el estadio Azteca.

## Clubes

### Como jugador
| Club      | País   | Temporadas  |
| --------- | ------ | ----------- |
| Necaxa    | México | 1954 - 1958 |
| Poza Rica | México | 1958 - 1959 |
| América   | México | 1959 - 1966 |
| UNAM      | México | 1966 - 1967 |

### Como Técnico
| Club             | País   | Temporadas  |
| ---------------- | ------ | ----------- |
| Cruz Azul        | México | 1976        |
| Atlético Español | México | 1979 - 1980 |
| Atlas            | México | 1980 - 1981 |
| Tigres           | México | 1982 - 1983 |
| Ángeles          | México | 1986 - 1987 |

## Palmarés

### Como jugador
| Título           | Club    | País   | Año     |
| ---------------- | ------- | ------ | ------- |
| Copa México      | América | México | 1963-64 |
| Copa México      | América | México | 1964-65 |
| Primera División | América | México | 1965-66 |

## Selección nacional

### Participaciones en Copas del Mundo
| Mundial                        | Sede   | Resultado    |
| ------------------------------ | ------ | ------------ |
| Copa Mundial de Fútbol de 1958 | Suecia | Primera Fase |